# Mayfield Fund
Mayfield Fund es una empresa de capital de riesgo establecida en EE. UU. enfocada a las inversiones early-stage y growth-stage en compañías tecnológicas.

## Historia
La empresa fue fundada en 1969 por Thomas J. Davis, Jr.
Desde su fundación, la firma levantó 3.9 billones de dólares de inversión por medio de 17 fondos de inversión privados familiares; llegando así a invertir en más de 520 compañías y obteniendo 114 OPVs y más de 160 fusiones/adquisiciones. Su sede se encuentra en Sand Hill Road en Menlo Park, California.
Las inversiones más notables de la compañía son Advent software, Amgen, Citrix, Compaq, HashiCorp, Silicon Graphics, 3COM, Genentech, Millennium Pharmaceuticals, Sandisk, Legato Software, PlayFirst, Vantive, Pure Software , Nuance, Tibco, webMethods, Peribit, Redback Networks, Concur Technologies, 3Par, Marketo, Solarcity, Qunar, StorSimple, y Zenprise. [La cita necesitada]
Sus inversiones también incluyen 3D Robotics, InfluxData, MapR, Massdrop, Poshmark, y Rancher Labs.

## Filantropía
Mayfield es patrocinador del programa Mayfield Fellows en la Universidad de California, Berkeley y la Universidad de Stanford.